# Hubertus von Golitschek
Hubertus von Golitschek (* 22. Oktober 1910 in Prauß, Landkreis Reichenbach (Eulengebirge), Schlesien; † 17. Januar 1969) war ein deutscher Jurist und Politiker (FDP).

## Leben und Beruf
Nach dem Abitur nahm Golitschek ein Studium der Rechtswissenschaft an den Universitäten in Breslau und Prag auf, das er mit beiden juristischen Staatsexamen sowie 1935 mit der Promotion zum Dr. jur. beendete. Er trat anschließend in den tschechischen Finanzdienst ein und arbeitete seit 1937 als Direktionssekretär in der Stahlindustrie. Von 1939 bis 1945 nahm er als Soldat auf deutscher Seite am Zweiten Weltkrieg teil.
Nach dem Kriegsende wurde Golitschek in Prag interniert und 1946 aus der Tschechoslowakei ausgewiesen. Danach siedelte er als Heimatvertriebener nach Westdeutschland über, ließ sich in Heidelberg nieder und war dort als Wirtschaftsberater tätig. Außerdem war er Mitbegründer der Badischen Heimatvertriebenen-Organisation.

## Abgeordneter
Golitschek wurde 1948 in den Rat der Stadt Heidelberg gewählt. Dem Deutschen Bundestag gehörte er in der ersten Legislaturperiode (1949 bis 1953) und erneut vom 18. April 1956, als er für den ausgeschiedenen Abgeordneten Paul Luchtenberg nachrückte, bis 1957 an. In der ersten Legislaturperiode war er über die Landesliste Württemberg-Baden, in der zweiten über die Landesliste Nordrhein-Westfalen ins Parlament eingezogen.
Bei der turnusgemäßen Neuwahl des Vorstandes der FDP-Bundestagsfraktion am 6. Mai 1952 wurde er für den Rest der ersten Legislaturperiode zum Beisitzer gewählt. Er setzte sich dabei als relativ unbekannter Hinterbänkler überraschend gegen Hans Albrecht Freiherr von Rechenberg, den Vertreter der Parteirechten, durch.
Von 1950 bis 1954 war Golitschek stellvertretendes Mitglied der Beratenden Versammlung des Europarates.